# Lampides corana
Lampides corana är en fjärilsart som beskrevs av Hans Fruhstorfer 1915. Lampides corana ingår i släktet Lampides och familjen juvelvingar. Inga underarter finns listade i Catalogue of Life.